# Faissal Ebnoutalib
Faissal Ebnoutalib (ur. 20 listopada 1970 w mieście Nador) – niemiecki zawodnik taekwondo pochodzenia marokańskiego, wicemistrz olimpijski z Sydney (2000), mistrz Europy, medalista mistrzostw świata.
W 2000 roku wziął udział w igrzyskach olimpijskich w Sydney. Zdobył srebrny medal olimpijski w kategorii do 80 kg (w finałowym pojedynku przegrał z Ángelem Matosem). 
W 1999 roku zdobył brązowy medal mistrzostw świata, a w 2000 roku złoty medal mistrzostw Europy. W latach 1997–2003 siedmiokrotnie został mistrzem Niemiec (w 1997 roku w kategorii do 83 kg, w kolejnych latach do 84 kg).